# Saint-Sauves-d'Auvergne
Saint-Sauves-d'Auvergne är en kommun i departementet Puy-de-Dôme i regionen Auvergne-Rhône-Alpes i centrala Frankrike. Kommunen ligger i kantonen Tauves som tillhör arrondissementet Issoire. År 2022 hade Saint-Sauves-d'Auvergne 1 128 invånare.

## Befolkningsutveckling
Antalet invånare i kommunen Saint-Sauves-d'Auvergne
| Referens: INSEE |